# Batalion ON „Nakło”

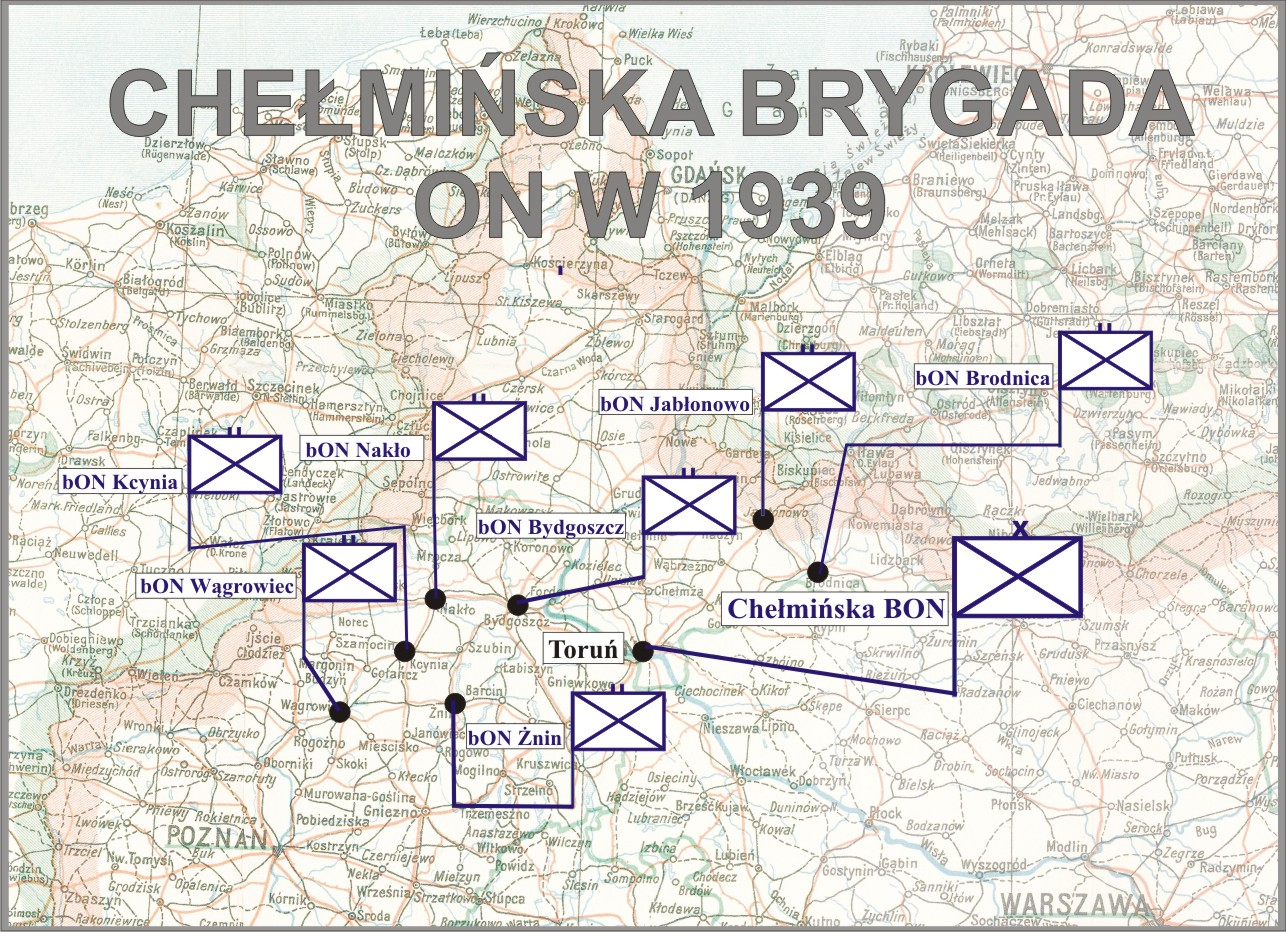
Chełmińska ON

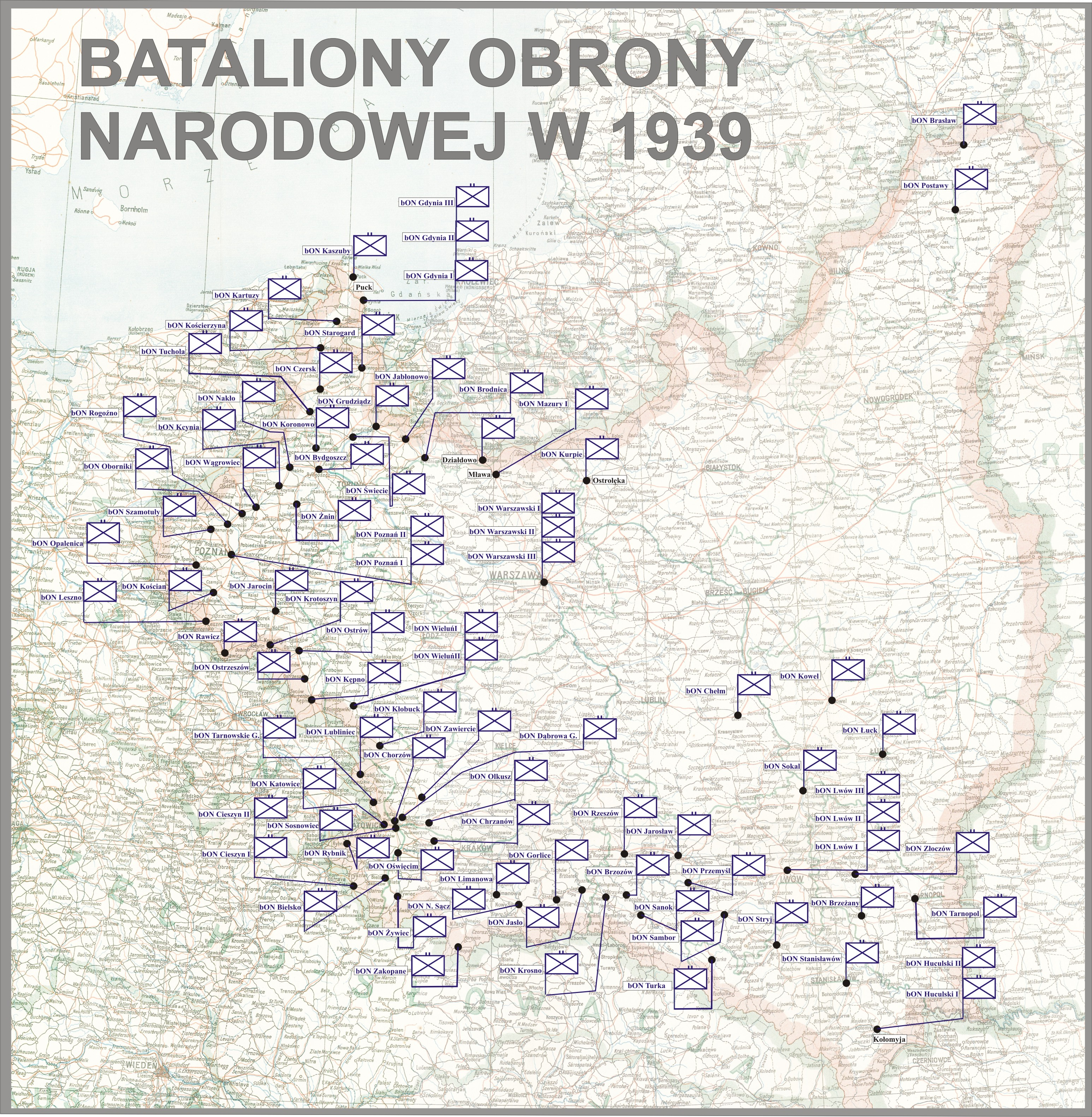
Obrona Narodowa w 1939

Nakielski Batalion Obrony Narodowej (batalion ON „Nakło”) batalion piechoty typ specjalny nr 86 - pododdział piechoty Wojska Polskiego II RP.

## Formowanie i zmiany organizacyjne
Nakielski batalion Obrony Narodowej został sformowany w 1937 roku, w Nakle, w składzie Pomorskiej Brygady ON.
Wiosną 1939 roku przeformowany został na etat batalionu ON typ II. Po przemianowaniu Pomorskiej Brygady ON na Chełmińską Brygadę ON i utworzeniu nowej Pomorskiej Brygady ON w Świeciu, pozostał w składzie Chełmińskiej Brygady ON.
Zgodnie z planem mobilizacyjnym „W” Nakielski batalion ON był zawiązkiem dla batalionu piechoty typ specjalny nr 86, a 2 kompania ON „Wyrzysk” zawiązkiem dla 2 kompanii strzeleckiej tegoż batalionu piechoty. Jednostką mobilizującą batalion piechoty typ spec. nr 86 był 61 pułk Piechoty Wielkopolskiej w Bydgoszczy. Batalion mobilizował się w alarmie, w grupie jednostek oznaczonych kolorem niebieskim, w Nakle, w czasie A+24 (2 kompania strzelecka mobilizowała się w tym samym trybie i grupie, w Wyrzysku, w czasie A+18). Jednostka została zorganizowana według organizacji wojennej L. 3017/mob.org. baonu piechoty typ specjalny.
W założeniu batalion piechoty typ spec. nr 86 miał wejść w skład 208 pułku piechoty, jednak w kampanii wrześniowej walczył w składzie 15 Wielkopolskiej Dywizji Piechoty.
Mobilizacja batalionu rozpoczęła się 24 sierpnia 1939 roku około godz. 7.00-8.00, w trybie alarmowym. Karty mobilizacyjne zostały dostarczone dopiero po zakończeniu mobilizacji. Po ukończeniu mobilizacji cały stan osobowy batalionu złożył przysięgę, a następnie przemaszerował z Nakła do miejscowości Paterek, gdzie przygotowywał rowy strzeleckie wzdłuż południowego brzegu Noteci.

## Batalion piechoty spec. nr 86 w kampanii wrześniowej
1 września 1939 przebywający w rejonie Paterka 86 batalion piechoty wszedł w skład Oddziału Wydzielonego „Tur“, wspólnie z batalionem III/59 pułku piechoty. Dowódcą OW był ppłk Antoni Kaczmarczyk. 86 batalion zajął ugrupowanie bojowe; 1 i 3 kompanie strzeleckie z plutonem 2 kompanii strzeleckiej wzmocnione plutonami ckm, zajęły stanowiska na linii Noteci na przedpolu Nakła. Natomiast większość 2 kompanii strzeleckiej, dowództwo batalionu i plutony batalionowe przebywały w lesie proboszczowskim na południe od Paterka. Po dokonaniu zniszczeń przez saperów w okolicach Nakła, ok. godz. 15.00 kompanie 86 batalionu wycofały się z Nakła na południowy brzeg rzeki. Zajęto obronę całością batalionu wzdłuż Noteci. O świcie 2 września artyleria niemiecka ostrzelała pozycje 86 batalionu piechoty. Patrole 3 kompanii strzeleckiej penetrowały teren Nakła. 3 września batalion nadal pozostał na stanowiskach obronnych, dowództwo batalionu przeniosło się do Wieszczki. O godz. 4.30 na odcinku 86 batalionu oddziały niemieckie podjęły próby forsowania Noteci. Zostały odparte przez batalion, ze wsparciem artylerii. Rano 4 września niemiecka piechota przy wsparciu artylerii podjęła kolejną próbę forsowania Noteci na odcinku OW „Tur“, oba bataliony skutecznie udaremniły tę próbę. Z uwagi na wycofanie 15 DP z przedmościa bydgoskiego, rozwiązano OW „Tur“ i nakazano oderwać się od nieprzyjaciela.           
W godzinach wieczornych 86 batalion piechoty wykonał odwrót po trasie Samoklęski, Tur, Zamość, Ciele, po dotarciu do drogi Bydgoszcz-Inowrocław skierował się przez Brzozę, Chmielniki i dotarł do Jeziora Jezuickiego. W trakcie marszu w rejonie Rynarzewa i Brzozy został ostrzelany przez grupy dywersantów. Nie zdążył dołączyć do batalionu III pluton 2 kompanii, który pomaszerował do Szubina, gdzie dołączył do oddziałów 26 Dywizji Piechoty. Rano 5 września 86 batalion dotarł do Dobromierza. Wieczorem 6 września w ugrupowaniu 15 DP, 86 batalion piechoty podjął dalszy odwrót poprzez Złotniki Kujawskie, Rojewo, Szadłowice, Parchanie. Po odpoczynku kolejną nocą 7/8 września przeszedł przez miejscowości Rejna, Pieranie do rejonu Dąbrowy Biskupiej. Następna noc, to marsz po trasie Zakrzewo, Osięciny, Kąkowa Wola. 9 września 15 DP rozwinęła się do walki na stanowiskach, w linii Brześć Kujawski-Lubraniec, 86 batalion wraz Bydgoskim batalionem ON stanowiły odwód dywizji, stacjonował w majątku Falborek. Nowym rozkazem dowódcy Armii „Pomorze“, 15 DP przegrupowała się marszem nocnym w kierunku południowym. 86 batalion piechoty pomaszerował trasą przez Kruszyn, Śmiłowice do Bodzanowa. Po dotarciu do miejsca, 10 września batalion przemieścił się do rejonu Kępki Szlacheckiej, gdzie wszedł w skład zgrupowania 62 pułku piechoty.          
11 września oddziały 15 DP podjęły walkę z podchodzącymi jednostkami niemieckiego III Korpusu Armijnego. Odwodowy 86 batalion piechoty w godz. 16.00-17.00, przesunięty został w rejon Marysina, wykonał patrole bojowe, w trakcie których poległ por. Jan Bleja. 12 września 61 pułk piechoty toczył zacięte walki, z nacierającymi w rejonie Szczytna, niemieckimi 338 i 309 pułkami piechoty ze składu 208 DP. Z uwagi na trwający bój 86 batalion przesunięto w rejon majątku Borzymowiczki, a następnie ok. godz. 16.00 przejął pozycje obronne wyczerpanego walką batalionu III/61 pp. O zmroku niemiecki 338 pp podjął próbę natarcia na północnym skraju przesmyku szczytnowskiego, przez most w Borzymowicach, natarcie doszło do dworu Borzymowice. Kontratak 82 batalionu piechoty, bez wsparcia własnej artylerii, odrzucił pododdziały niemieckiego 338 pp, aż do linii Paruszowice-Sieroszewo. W trakcie walki poległ między innymi ppor. Feliks Sośnicki. Od świtu 13 września obronę całego odcinka dywizji po wycofaniu się większości 15 DP, przejął Oddział Wydzielony ppłk. Kazimierza Heilmana-Rawicza składał się z; 62 pp, 86 batalionu piechoty i Bydgoskiego batalionu ON oraz wspierającego dywizjonu II/15 pal. 86 bp wraz z baterią 5/15 pal, bronił poprzednio zajmowanego odcinka w Borzymiu. Na OW uderzyła niemiecka 50 DP. Z uwagi na przełamanie obrony batalionu II/62 pp w rejonie stacji kolejowej Czerniewice, przez niemiecki 123 pp, ok. godz.14.00 z nie atakowanego odcinka Szczytno-Borzym wycofano 86 bp. Kontratak batalionu nakielskiego wspartego 5/15 pal i dodatkowo kompanią ckm, zatrzymał natarcie niemieckiego 123 pp, a następnie odrzucił go na pozycje wyjściowe. O godz. 15.00 wprowadzono do natarcia niemiecki 121 pp, który uderzył na  kierunku Grabkowo-Czerniewice na stanowiska batalionów II/62 pp i 86 bp, niemiecki atak załamano ze wsparciem 4 i 5 baterii 15 pal. Do rana 14 września 86 batalion przebywał na pozycjach osłonowych wraz z podporządkowaną mu 5/15 pal. Następnie po godz. 22.00 wycofał się poprzez dwór Pomorzany, Sokołów do lasów na południe od wsi Lubieniek.           
Rano 86 batalion poprzez Lubień Kujawski i Budy Kaleńskie doszedł do rejonu Korzenia. W godzinach popołudniowych batalion osłaniał z kierunku południowo-wschodniego natarcie 59 pp mającego wspólnie z oddziałami 27 Dywizji Piechoty wyprzeć niemiecką 3 DP z Radziwia i Ciechomic za Wisłę. 16 września 86 bp wymaszerował w kierunku Iłowa miejsca koncentracji 15 DP, po drodze był kilkakrotnie bombardowany przez lotnictwo niemieckie i poniósł straty osobowe i w sprzęcie. Pomimo tego dotarł w rejon koncentracji ok. godz. 16.00. 17 września maszerujący ku Bzurze w rejon Witkowic, 86 batalion piechoty został zaatakowany przez zmasowane siły lotnictwa w rejonie Bud Iłowskich. Batalion został rozproszony i jako zwarta jednostka przestał istnieć. Jedynie 2 kompania strzelecka kpt. Piotra Lücka zachowała zwartość i dotarła do przeprawy w Witkowicach. Po przeprawie w bród o świcie 18 września, pomaszerowała do Puszczy Kampinoskiej. 19 września w rejonie leśniczówki Pociecha 2 kompania weszła w skład odtwarzanego 61 pp. Rozkazem dowódcy Armii „Poznań“, 15 DP miała opanować rejon Mościska-Laski. Nocą 19/20 września do natarcia w szykach 61 pp przystąpiła kompania kpt. Piotra Lücka. Obrona oddziałów niemieckiej 1 Dywizji Lekkiej na linii Laski-Wólka Węglowa, była silna. Za cenę dużych strat opór niemiecki został przełamany przez oddziały 15 DP w Wólce Węglowej 20 września w godzinach wieczornych. 21 września większość dywizji przeszła do Wawrzyszewa i na Bielany. Pozostałości 61 pp broniły wraz z załogą stolicy rejonu Wawrzyszewa i Placówki. Kompania z 86 batalionu piechoty została rozformowana, żołnierzy kompanii i przedzierających się znad Bzury pojedynczo i w grupkach z rozproszonego batalionu, zbierano w szeregach odtwarzanego 61 pp, który uczestniczył w obronie Warszawy na pododcinku „Północ“ do dnia kapitulacji.          

## Obsada personalna
Obsada personalna batalionu w marcu 1939 roku :
- dowódca batalionu – mjr Parczyński Józef (*)[b]
- dowódca 1 kompanii ON „Nakło” – kpt adm. (piech.) Mikołajczak Józef (*)[b]
- dowódca 2 kompanii ON „Wyrzysk” – kpt. Łuck Piotr (* )[b]
- dowódca 3 kompanii ON „Nakło” – kpt. Nowak Leopold

Organizacja i obsada personalna we wrześniu 1939
Dowództwo
- dowódca batalionu – mjr Józef Parczyński
- adiutant – ppor. Michał Mędlewski
- płatnik – ppor. Ludwik Kanneneger
- podoficer gospodarczy – sierż. Stefan Walkowiak
- podoficer broni – sierż. N. Nędzusiak
- kierownik kancelarii – st. sierż. Antoni Żakowski
- dowódca plutonu zwiadu – ppor. Józef Garyga[13]
- dowódca drużyny pionierów – sierż. Władysław Konieczny
- dowódca drużyny sanitarnej – kpr. Alfons Krause

1 kompania strzelecka (dawniej ON „Nakło”)
- dowódca kompanii – kpt. Stanisław Nowak
- podoficer broni i gospodarczy – plut. Kazimierz Wiśniewski
- szef kompanii – plut. Bernard Kruk
- dowódca I plutonu – por. Jan Bleja
- dowódca II plutonu – ppor. Leopold Januszewski
- dowódca III plutonu – ppor. Marian Biegański

2 kompania strzelecka (d. ON „Wyrzysk”)
- dowódca kompanii –  kpt. Piotr Lück
- podoficer broni i gospodarczy – kpr. Stanisław Ostręga
- szef kompanii – st. sierż. Andrzej Grześkowiak
- dowódca I plutonu – ppor. Leonard Majewski
- dowódca II plutonu – sierż. pchor. Zdzisław Dulla
- dowódca III plutonu – ppor. rez. Zygmunt Przasnycki[c]

3 kompania strzelecka (d. ON „Noteć”)
- dowódca kompanii – por. rez. Marian Cichocki
- podoficer broni i gospodarczy – kpr. Jan Wiśniewski
- szef kompanii – st. sierż. Antoni Linert
- dowódca I plutonu – ppor. Kazimierz Kaliski
- dowódca II plutonu – NN
- dowódca III plutonu – NN

Kompania ckm
- dowódca kompanii – por. Brunon Kitkowski
- podoficer broni i gospodarczy – kpr. Jan Bednarek
- szef kompanii – plut. Klemens Borzych
- dowódca I plutonu – ppor. Feliks Sośnicki
- dowódca II plutonu – ppor. Wiktor Ksycki
- dowódca III plutonu – ppor. rez. Bolesław Sęczyk[d]
- dowódca plutonu moździerzy – por. Władysław Lackowski

Faktycznie na uzbrojeniu batalionu typu II znajdowały się trzy ciężkie karabiny maszynowe, dziewięć lekkich karabinów maszynowych, jeden 81 mm moździerz, sześć granatników, 333 karabinów, 164 karabinków i 28 pistoletów. Opisane uzbrojenie obowiązywało jako etatowe dla batalionu ON typ II do mobilizacji. Po przeprowadzeniu mobilizacji zostało uzupełnione do etatu bp typ spec.